# 三身
三身（梵文：त्रिकाया），大乘佛教理論中佛具有的三種身：應身（變化身，藏文：sprul sku）、報身（受用身，藏文：long spyod rdzogs pa'i sku）、法身（自性身，藏文：rdzogs sku）。

## 释义
身（kāya）即聚集之義，聚集諸法而成身 。
- 應身（變化身），是諸佛為度化眾生，實行四攝法而權現世間的色身，如釋迦牟尼佛之肉身。
- 報身（受用身），是諸佛所修功德感報之圓滿色身，一般來說，常居色界四禪天頂——色究竟天，為入初地以上菩薩現形說法。
- 法身（自性身）：部派佛教以戒定慧及解脫、解脫智見為「五分法身」[2]；大乘佛教稱聲聞、獨覺所證為「解脫身」，而以佛果所證最清淨法界、諸法實相、法性真如為法身[3]。並謂此法身不生不滅，無二無別，常住湛然[4]，名為如來藏，遍在諸眾生身[5]，主張觀諸法空，是為見佛法身[6]。

此三身之關係，如月之體、光、影，稱為一月三身。具體言之，法身之理體是唯一、常住不變，故以月之體為喻；報身之智慧由法身之理體所生，能照明一切，故以月光為喻；應身具變化之作用，從機緣而現，故以月影映現水面為喻。
另外，應身又可叫「變化身」、「父母生身」、「隨世間身」、「化身」、「生身」、「假名身」、「二乘凡夫所見身」等，報身又叫「受用身」、「法性生身」、「菩薩所見身」等，法身又叫「自性身」、「真實身」、「佛所見身」等。

## 歷史
印度教亦有三身的說法。在印度教中的濕婆派，相信濕婆神擁有變化的能力。他們認為，濕婆神的本體，即是法身，是構成這個世界的根本。他的受用身，居住在天界，為大自在天。而他變化出各種相貌，出現在任何一個需要他的地方。如大黑天，就是他著名的化身。

## 各家闡釋

### 天台宗
按天台宗說法，『理』法之聚集稱為法身，法身如來名毘盧遮那（Vairocana）；『智』法之聚集稱為報身，報身如來名盧舍那（Vairocana）；『功德』法之聚集稱為應身，應身如來名釋迦文（Śākyamuni），視此三佛為不一不異。

### 三論宗
若依三論宗吉藏的解說，則佛真法身「猶如虛空」，應物現形「如水中月」，此為一本一迹。
其中，法身即佛性，修行顯出佛性，則為報身。但為「開迹合本」，可合佛性及佛性顯，皆名為法身；化菩薩為報身，名盧舍那，化二乘為化身，名釋迦。但為「開本合迹」，化眾生皆名化身。各經論隨義說之，而產生二身、三身或四身的說法。

### 法相宗
在西明寺學習唯識義理和《大乘起信論》的曇曠，在回答藏王墀松德贊的《大乘二十二問》中，綜合各種大乘三身異說的開合後，解說為：
1. 法身：周遍法界的真如妙『理』（自性身），以及所能證『智』（自受用身）。由於理智平等皆周遍，故皆為法身（另一種說法，則把「自受用身」歸為報身）
2. 報身：隨各十地菩薩所宣說、所分別顯化出來的漸勝相好之身（他受用身）
3. 應身/化身：為未登地諸菩薩眾，二乘、凡人所顯現的功德身

曇曠主張大乘三身諸佛「非一非異」，因為「諸色法無實體故，真如理智無限礙故」，所以說「一微塵中有無量佛，一剎那中含三世劫，一佛住處有一切佛，一切佛國有一切佛，一即一切，一切即一，同處同時，不相障礙」。
他認為部派佛教經論說法，報，化三身之義與大乘不同，而解說為：
1. 法身：如來無漏戒蘊，定蘊，慧蘊，解脫蘊，解脫智見蘊，此五是其功德之法
2. 報身：王宮父母所生三十二相，八十種好，酬報過去之因果
3. 應身/化身：如來所現神通化相身

曇曠解說佛身若詳細分別，可析為五，依開合不同，可再合為四身、三身、二身（法身、化身）。若合為「一身」，即五中前之四身皆功德法，總名為法。自體依止聚集義故，總名為身。

### 禪宗
禪宗慧能要人於自身中，見自性有三身佛：
1. 謂一切法自在性，名為清淨法身。人性本淨如清天，智惠常明。因於外著境，妄念浮雲蓋覆自性，而不能明。若遇善知識開真法，吹卻迷妄，內外明徹，則於自性中萬法皆見[19]。
2. 謂從法身思量即是化身。不思量，性即空寂；思量即是自化：思量惡法化為地獄，思量善法化為天堂。自性變化甚多，迷人自不知見。一念善，智惠即生[20]。
3. 謂念念善即是報身。一念惡，報卻千年善心；一念善，報卻千年惡滅，故莫思量過往，常心下念念善[21]。

### 密教
密乘認為諸佛如來有三輪身 ：
1. 「自性輪身」：相當於法身佛，是一切諸佛的真如法性；
2. 「正法輪身」：為說示正法，示現一首兩臂的威儀莊嚴菩薩之相；
3. 「教令輪身」：為度逆惡難化眾生，示現多首多臂的威猛忿怒明王之相。

## 佛國淨土
三身若搭配上天台宗所立的四種淨土：
- 法身佛居「常寂光土」，為如如法界之理，真如佛性[23]。
- 報身佛居「實報無障礙土」，為因陀羅網蓮華藏世界，諸法身菩薩所居[24]。
- 應身佛居「凡聖同居土」，為六道輪迴三乘所共居[25]；以及「方便有餘土」，為二乘所居[26]。

法相宗稱常寂光土為「法性土」，實報無障礙土為「報土」，凡聖雜居土為「變化土」，但不立「方便有餘土」，並把三身配屬四智與清淨法界。

### 密教
三輪身配五方佛如下表：
| 方位・位置 | 自性輪身（如来） | 正法輪身（菩薩） | 教令輪身（明王） |
| ---------- | ---------------- | ---------------- | ---------------- |
| 中央       | 大日如来         | 金剛波羅蜜多菩薩 | 不動明王         |
| 東方       | 阿閦如来         | 金剛薩埵菩薩     | 降三世明王       |
| 南方       | 宝生如来         | 金剛寶菩薩       | 軍荼利明王       |
| 西方       | 阿弥陀如来       | 金剛利菩薩       | 大威德明王       |
| 北方       | 不空成就如来     | 金剛牙菩薩       | 金剛夜叉明王     |

## 外部連結
- 初期大乘佛教之起源與開展－第二項 現實佛與理想佛（页面存档备份，存于）
- “佛身论”初探（页面存档备份，存于）
- 佛陀的三身觀（页面存档备份，存于）
- 《大智度論 》法身說之探討（页面存档备份，存于）
- 華嚴佛身觀之研究